# Löcher. Die Geheimnisse von Green Lake
Löcher. Die Geheimnisse von Green Lake (engl. Originaltitel Holes) ist ein Roman von Louis Sachar, der 1998 veröffentlicht wurde. Die deutsche Übersetzung von Birgitt Kollmann erschien im Jahr 2000 bei Beltz & Gelberg.

## Inhalt
Der Jugendroman gliedert sich in drei Teile, die aus insgesamt fünfzig unterschiedlich langen Kapiteln bestehen. In Teil 1 verbüßt Stanley eine Strafe in Camp Green Lake, einer „Besserungsanstalt“, die den Charakter bilden soll. Stanley ist zuvor wegen eines Diebstahls verhaftet worden, obwohl er unschuldig ist. Sein Vergehen: Er hat die Turnschuhe des berühmten Baseballspielers Clyde Livingston mitgenommen, als er sie zufällig fand, unwissend wem sie gehören und dass sie für gute Zwecke versteigert werden sollten. Sein Vater arbeitet zu dieser Zeit an einem bahnbrechenden Recyclingverfahren für gebrauchte Turnschuhe, weshalb Stanley die Turnschuhe für ein gutes Omen hält. Der Richter, der jedoch davon überzeugt ist, dass Stanley die Schuhe gestohlen hat, lässt ihn entscheiden: Jugendgefängnis oder achtzehn Monate Camp Green Lake. Trotz des Namens Camp Green Lake gibt es keinen See und die Charakterbildung beschränkt sich auf das monotone Graben von Löchern im hartgetrockneten Seegrund. Stanley wundert sich und erkennt im Verlauf seines Aufenthalts, dass die Campleitung die Grabungsarbeiten nur vordergründig zur Charakterbildung fordert, tatsächlich jedoch nach etwas sucht. Als er etwas ans Tageslicht fördert, zeigen sich Verbindungen zu seiner Familiengeschichte. Auf mysteriöse Weise scheint Stanleys Familie mit dem Camp verbunden zu sein.
Im Fokus steht dabei ein Fluch, der seit Stanleys Ururgroßvater, Elya Yelnats, auf der Familie lastet. Elya hatte sich in das Mädchen Myra verliebt. Aber auch der Schweinebauer Igor möchte Myra heiraten. Myras Vater beabsichtigt, den Bewerber auszuwählen, der ihm das schwerste Schwein bringt. Eine alte Frau, Madame Zeroni, schenkt Elya deshalb ein Ferkel. Sie nennt ihm drei zu erfüllende Bedingungen, damit Elyas Schwein den Wettbewerb gewinnt. Elya verspricht, nicht nur das Ferkel, sondern auch sie auf den Berg zu tragen, sie aus der Quelle trinken zu lassen und ihr ein Wiegenlied, das „Schweinelied“, vorzusingen. Löst Elya sein Versprechen nicht ein, so würden seine Nachfahren verdammt werden. Da Elya aus Eitelkeit Madame Zeronis Anweisungen am letzten Tag missachtet, ist sein Schwein genauso schwer wie das von Igor. Myra kann sich nicht für einen der beiden Bewerber entscheiden. Elya ist gekränkt und wandert daraufhin nach Amerika aus. Dabei vergisst er, sein Versprechen gegenüber Madame Zeroni einzulösen. Ab diesem Zeitpunkt waren er und alle seine Nachkommen vom Pech verfolgt oder, anders gesagt, immer zur falschen Zeit am falschen Ort, so auch Stanley.
In Green Lake lebte einst die Lehrerin Katherine Barlow, deren afroamerikanischer Geliebter, der Zwiebelverkäufer Sam, von Trout Walker, einem großmäuligen früherer Verehrer Katherines, den sie damals abgewiesen hatte, ermordet wird. Mit dem Mord hört es in Green Lake auf zu regnen. Katherine verlässt die Stadt und verwandelt sich in die Banditin Kate Barlow, die auf ihren Raubzügen unter anderem Stanleys Urgroßvater, Stanley Yelnats I., auf seinem Weg nach Kalifornien ausraubt und hilflos in der Wüste zurücklässt. Nach seiner Rettung spricht er im Fieberwahn davon, auf dem „Daumen Gottes“ Zuflucht gefunden zu haben.
Die Beute ihres 20-jährigen Banditenlebens vergräbt Kate irgendwo in dem riesigen Gebiet des inzwischen ausgetrockneten Green Lake. Eines Morgens erscheint Trout Walker, foltert sie und verlangt, sie solle ihm das Versteck verraten. Sie wird jedoch von einer gelb gefleckten Eidechse (diese entspricht äußerlich einer Gila-Krustenechse) gebissen und stirbt an dem Gift.
In Teil 2 des Jugendromans hat Stanley sich mit seinem schwarzen Camp-Mitbewohner Hector Zeroni, genannt Zero, angefreundet. Zero lebte vor seiner Verhaftung als jugendlicher Obdachloser auf der Straße. Wie er Stanley später gesteht, hat er Livingstons Schuhe gestohlen und sie dann aus Angst weggeworfen. Beide leben zusammen mit anderen Jugendlichen in Zelt D. Die Freundschaft löst Rivalitäten unter den Jungen aus, weshalb Zero flieht, als die Situation eskaliert. Stanley flieht nach ein paar Tagen ebenfalls auf der Suche nach Zero. Er findet den bereits tot geglaubten Zero und trägt seinen geschwächten Freund auf einen Berg, der die Form eines Daumens hat, und von dem er daher vermutet, dass es sich um den „Daumen Gottes“ handelt. Wie von Stanley erhofft, finden die beiden dort oben Wasser. Das Wasser und die ebenfalls vorhandenen Zwiebeln ermöglichen ihr Überleben. Da Hector ein Urururenkel von Madame Zeroni ist, hat er damit auch den Familienfluch aufgelöst, und am nächsten Tag gelingt seinem Vater der Durchbruch bei seiner Erfindung. Nach einigen Tagen der Erholung kehren die beiden Jungen bei Nacht ins Camp zurück und graben den Schatz von Kate Barlow in Form eines Koffers aus, den die Chefin des Camps, eine Nachkommin von Trout Walker, schon lange gesucht hat. Dabei werden sie von der Campchefin überrascht, die sich ihnen aber nicht nähert, weil sie mit dem Koffer auch ein Nest der hochgiftigen Eidechsen freigelegt haben, die nun auf ihnen herumkrabbeln, sie aber zu ihrer eigenen Überraschung nicht beißen, was später durch den starken Zwiebelgeruch der beiden erklärt wird.
Bei Sonnenaufgang kommt die Patentanwältin, die sich Stanleys Vater inzwischen aufgrund seines Erfolges leisten konnte, zusammen mit dem texanischen Generalstaatsanwalt, um die richterliche Anordnung für Stanleys Freilassung zu überbringen. Stanley weigert sich, das Camp ohne Hector zu verlassen, woraufhin die Anwältin um Einsicht in Hectors Akte bittet. Allerdings hat die Campchefin diese Akte im Computersystem der texanischen Justiz löschen lassen, um Hectors Flucht zu vertuschen. Als der Generalstaatsanwalt auch nach einem Anruf in seinem Büro keinen Grund nennen kann, warum Hector festgehalten wird, nimmt die Anwältin beide Jungen mit.
Teil 3, der nur aus dem Kapitel 50 besteht, berichtet kurz die nachfolgenden Ereignisse: Das Camp wird geschlossen, der Koffer enthält so viele Wertgegenstände, dass für jeden der beiden Finder nach Abzug von Steuern und Gebühren eine knappe Million Dollar übrig bleibt. Hector heuert ein Detektivteam an, das seine Mutter wiederfindet. Das Kapitel endet mit einer Feier anderthalb Jahre nach dem Campaufenthalt, an der außer Stanley, seinen Eltern, Hector und seiner Mutter auch Clyde Livingston teilnimmt, der im Werbespot für das Anti-Fußschweißmittel „Ssplisch“ mitspielt. Das Buch endet mit einem Lied, das Zeros Mutter ihrem Sohn vorsingt.

Elya Yelnats hatte damals in Lettland von Madame Zeroni ein Wiegenlied vorgesungen bekommen, welches über Generationen weitergegeben worden war. Die Melodie blieb erhalten, doch die Worte veränderten sich. Gleiches geschah bei den Nachfahren von Madame Zeroni. So sangen die beiden Familien zur selben Melodie zwei verschiedene Texte:
If only, if only, the woodpecker sighs,

“The bark on the tree was as soft as the skies.”

While the wolf waits below, hungry and lonely,

crying to the moo-oo-oon,

“If only, if only.”

(gesungen von Stanleys Mutter)

If only, if only, the moon speaks no reply;

Reflecting the sun and all that's gone by.

Be strong my weary wolf; turn around boldly.

Fly high, my baby bird,

my angel, my only.

(gesungen von Zeros Mutter)

## Rezension
Andreas Steinhöfel schreibt in seiner Rezension des Romans in der Frankfurter Allgemeinen Zeitung: „‚Löcher‘ ist eines jener Bücher, über deren Inhalt man kaum ein Wort verlieren darf, weil man sonst automatisch zum Spielverderber wird. Daher nur so viel: Hier geht es um Kostbareres als um den Schatz, den Stanley schließlich ausgräbt. Es geht um die ganz großen, schicksalhaften Dinge.“

## Auszeichnungen
- The New York Times Jugendbuch des Jahres 1998
- National Book Award in der Kategorie Jugendbuch 1999
- ALA Best Books for Young Adults 1999
- Newbery Medal 1999
- Luchs 166 Oktober 2000

## Verfilmung und Bühne
Löcher wurde im Jahr 2003 von Regisseur Andrew Davis verfilmt und in Deutschland unter dem Titel Das Geheimnis von Green Lake (Originaltitel des Films: Holes) veröffentlicht. Die Hauptdarsteller sind Sigourney Weaver, Jon Voight, Shia LaBeouf und Patricia Arquette.
Die europäische Erstaufführung der Bühnenfassung Löcher fand am 3. April 2008 im Theater der Jugend in Wien statt. Regie führte Gerald Maria Bauer.
Unter der Regie von Moritz Seibert wird das Stück als "Löcher – Das Geheimnis von Green Lake" regelmäßig seit Mai 2017 im Jungen Theater Bonn aufgeführt.

## Ausgaben
- Holes. Cornelsen, Berlin 2002, ISBN 3-464-31051-5. (Schulausgabe).
- Löcher. Die Geheimnisse von Green Lake. Beltz & Gelberg, Weinheim 2003, ISBN 3-407-78568-2.